# 巴西烤肉
巴西烤肉（葡萄牙語：churrasco）是一種流行在南美的烤肉吃法，在鐵串上穿有各式肉類，經過炭火燒烤之後食用。巴西烤肉阿根廷、烏拉圭和玻利維亞等南美國家同样流行，但在中國的餐廳多以巴西烤肉這一菜名提供。一般來說，巴西烤肉店（rodizio）以自助餐形式為多，店員會來到各顧客前，按照顧客的需求切下肉量。